# مستشفى العطاء
مستشفى العطاء هو مستشفى صحي حكومي في مدينة الصدر شرقي بغداد، أنجزته مبادرة سرايا السلام بالتعاون مع وزارة الصحة العراقية عام 2020 لمواجهة جائحة كوفيد-19، ثم أعيد تأهيله عام 2022 ليصبح مركزًا حكوميًا متخصصًا في علاج الإدمان والتأهيل النفسي تحت دعمهم وإدارتهم.

## التاريخ

### التأسيس كمستشفى لكوفيد-19
في ظل تفشي فيروس كورونا، افتتح رئيس الوزراء مصطفى الكاظمي مستشفى العطاء في 5 يوليو 2020 بعد تحويل مقرّ «سرايا السلام» إلى مرفق صحي يضم 325 سريرًا وقسم عناية مركزة مجهزًا بأجهزة تنفس صناعي وأكسجين.

### التحويل إلى مركز لعلاج الإدمان
بعد تراجع الإصابات وتزايد حالات الإدمان، أعادت **سرايا السلام** تأهيل المرفق على مرحلتين لإعادة دمج المتعاطين، وأُعيد افتتاحه في 18 يونيو 2022 بسعة 150 سريرًا ضمن شبكة المراكز الحكومية.

## البنية والتجهيزات
يضم المستشفى قسماً للطوارئ، ووحدة العناية المركزة بسعة 20 سريرًا. إضافة لأجنحة التأهيل النفسي والمختبر الطبي وقاعة محاضرات وأنشطة. كما تتوفر عيادة المتابعة الخارجية لتقييم المتعافين دوريًا.

## الخدمات والبرامج
تقدّم المستشفى العلاج الدوائي من خلال برامج منظمة لإدارة أعراض الانسحاب، وتوفّر العلاج النفسي من خلال جلسات فردية وجماعية مع اختصاصيي صحة نفسية.
فضلاً عن ورش التوعية حول مخاطر الإدمان، وبرامج التأهيل الاجتماعي والمتابعة اللاحقة لمنع الانتكاس بعد الخروج.

## الإحصاءات والتأثير
عالج المستشفى أكثر من 900 مراجع شهريًا خلال 2024 ووُضع 120 مريضًا داخليًا، وحقق معدل شفاء تجاوز 65% ضمن برامج التأهيل الحكومية.

## الجوائز والإنجازات
- شهادة تكريم من وزارة الصحة لدور المستشفى في مكافحة الإدمان 2023.
- تكريم من اللجنة الوطنية للصحة النفسية لدعم إعادة الدمج الاجتماعي.